# Dominik Schwager

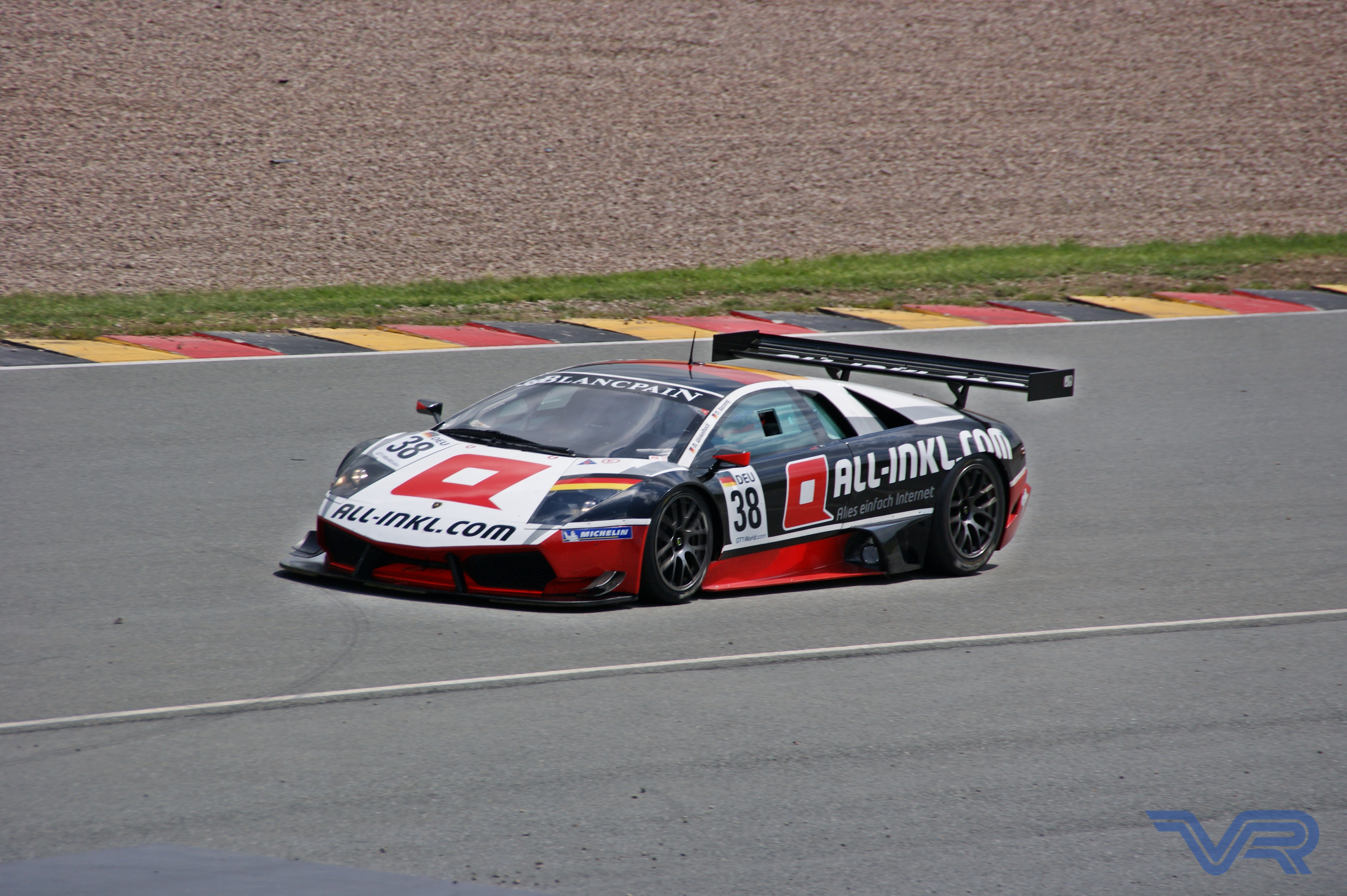
Der von Dominik Schwager 2011 auf dem Sachsenring gefahrene Lamborghini Murcielago 670 R-SV

Dominik Schwager (* 18. September 1976 in München) ist ein deutscher Rennfahrer.

## Karriere
Schwager begann seine Karriere im Kartsport, von dem er 1994 zur deutschen Formel BMW wechselte. Im folgenden Jahr gewann er diese Serie, woraufhin er in die deutsche Formel-3-Meisterschaft aufstieg, in der er zwei Jahre blieb. Mit Unterstützung von Benetton und BMW fuhr Schwager 1998 in der internationalen Formel 3000.
Im Jahr 1999 wechselte Schwager von Europa nach Japan zur Formel Nippon. In Japan machte er erste Erfahrungen mit Gran Turismos in der JGTC (All Japan Grand Touring Car Championship). Da er im Tourenwagensport mehr Erfolge aufweisen konnte, wechselte er 2001 in die japanische GT500-Serie. Während er 2002 und 2003 parallel noch in der Formel Nippon fuhr, konzentrierte er sich ab 2003 ausschließlich auf den Tourenwagensport. Bis 2008 blieb Schwager in der GT500, parallel startete er jedoch auch bei den 24 Stunden von Le Mans (2005) und den 24 Stunden vom Nürburgring.
Im Jahr 2009 wechselte Schwager von Japan zurück nach Europa und fuhr in der LeMans-Serie und in der VLN. In den Jahren 2010 und 2011 startete er für Münnich Motorsport in der FIA-GT1-Weltmeisterschaft. Aktuell fährt er in der ADAC GT Masters für Schubert Motorsport mit einem BMW Z4 GT3.

## Statistik

### Le-Mans-Ergebnisse
| Jahr | Team                | Fahrzeug           | Teamkollege    | Teamkollege    | Platzierung | Ausfallgrund |
| ---- | ------------------- | ------------------ | -------------- | -------------- | ----------- | ------------ |
| 2005 | Courage Compétition | Courage C60 Hybrid | Alexander Frei | Christian Vann | Rang 8      |              |

### Sebring-Ergebnisse
| Jahr | Team                 | Fahrzeug                     | Teamkollege      | Teamkollege    | Platzierung | Ausfallgrund |
| ---- | -------------------- | ---------------------------- | ---------------- | -------------- | ----------- | ------------ |
| 2011 | West Yokohama Racing | Lamborghini Gallardo LP560-4 | Nicky Pastorelli | Brett Sandberg | Ausfall     | Mechanik     |